# Arbellara
 Arbellara  là một xã của tỉnh Corse-du-Sud, thuộc đảo Corse ở Pháp.

## Dân số
| Năm    | 1962 | 1968 | 1975 | 1982 | 1990 | 1999 | 2004 | 2007 |
| ------ | ---- | ---- | ---- | ---- | ---- | ---- | ---- | ---- |
| Dân số | 155  | 162  | 153  | 137  | 120  | 111  | 127  | 152  |